# Béla Károlyi
Pour les articles homonymes, voir Károlyi.
Béla Károlyi, né le 13 septembre 1942 à Cluj-Napoca (Roumanie) et mort le 15 novembre 2024 à Indianapolis (Indiana), est un entraîneur de gymnastique roumain issu de la minorité hongroise du pays, naturalisé américain en 1981.

## Biographie

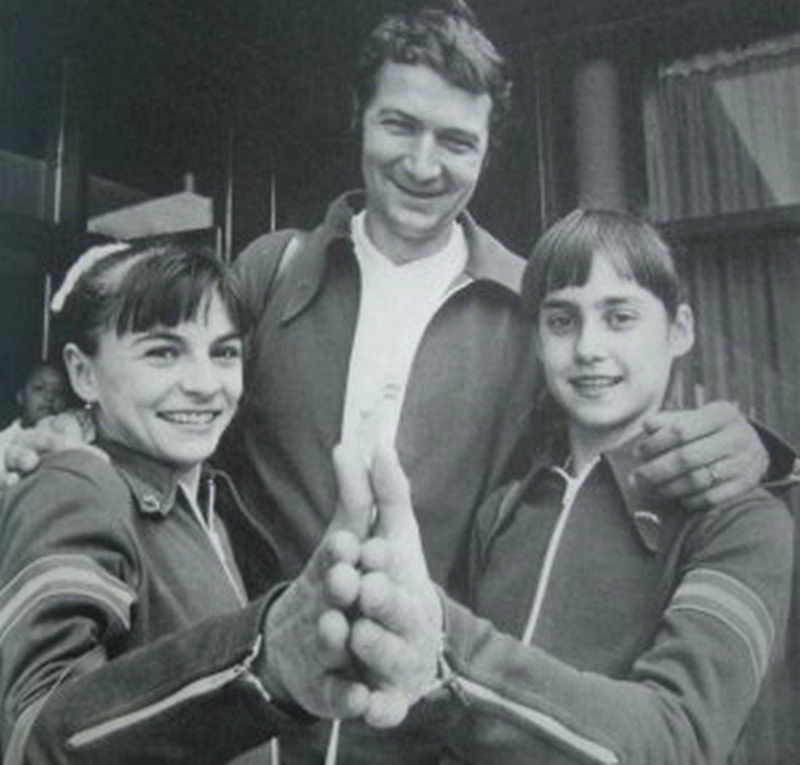
Béla Károlyi entre Nadia Comăneci (à droite) et Teodora Ungureanu dans les années 1970.

Parmi ses protégées, se trouvent la célèbre gymnaste Nadia Comăneci, ainsi que Mary Lou Retton (première Américaine à obtenir la médaille d'or olympique au concours général), Betty Okino, Kerri Strug, Dominique Moceanu, Kim Zmeskal et Kristie Phillips. En Roumanie, son entraîneur assistant était Mihai Agoston, lui aussi roumain d'origine hongroise.
Il forme une équipe avec sa femme, Márta Károlyi. Ils ont commencé leur carrière en Roumanie, puis décident de rester en 1981 aux États-Unis, où ils vivent désormais. Tous les deux sont citoyens américains.

## Publication
- (en-US) Béla Károlyi et Nancy Ann Richardson, Feel No Fear: The Power, Passion, and Politics of a Life in Gymnastics, Hyperion, 1994 (ISBN 0-7868-6012-X, lire en ligne)